# Colegio Pío IX
El Colegio Pío IX de Montevideo es un colegio privado y católico de Uruguay. Se encuentra ubicado en Avenida Lezica 6375, el barrio Lezica.

## Historia
El 26 de diciembre de 1876  llegan a Uruguay desde Italia un grupo de trece salesianos enviados por Juan Bosco, con el fin de construir un colegio salesiano en la localidad de Villa Colón, una localidad que iría creciendo a la sombra de dichos terrenos, ya que en sus inicios solamente existía un pequeño núcleo de casas muy pobres al costado del arroyo Pantanoso. Posteriormente esa zona recibiría la denominación de Lezica.
Tras la llegada del grupo de misioneros comenzaron las construcciones del edificio que ocuparía tal institución y se define que su denominación honraría al papa Pío IX. El 2 de febrero de 1877, es inaugurado el complejo del Colegio Pío construido por Federico Newman,  el mismo estaría integrado por las dependencias del colegio y una amplia capilla, dedicada a Santa Rosa de Lima, aunque posteriormente sería dedicada a María Auxiliadora. El colegio comienza a funcionar siendo dirigido en sus inicios por el presbítero director Luis Lasagna y se enfocó en la educación de niños y adolescentes del Interior que no tenían posibilidad de acceder a la educación.
Forman parte de sus instalaciones los Museos del Colegio Pío IX, el Santuario Nacional de María Auxiliadora y el Arco del Triunfo.